# (12534) Janhoet
(12534) Janhoet ist ein Asteroid des Hauptgürtels, der am 1. Juni 1998 vom belgischen Astronomen Eric Walter Elst am La-Silla-Observatorium der Europäischen Südsternwarte (IAU-Code 809) in Chile entdeckt wurde. Sichtungen des Asteroiden hatte es schon vorher im Oktober 1977 unter der vorläufigen Bezeichnung 1977 UN5 am Palomar-Observatorium (IAU-Code 675) gegeben.
(12534) Janhoet wurde am 13. Juli 2004 nach dem belgischen Kunsthistoriker und Ausstellungskurator Jan Hoet (1936–2014) benannt. Hoet wurde in Deutschland vor allem als künstlerischer Leiter der Documenta IX (1992) in Kassel bekannt.